# 五龙山瑶族乡
荒塘瑶族乡，是中华人民共和国湖南省永州市宁远县下辖的一个乡镇级行政单位。

## 行政区划
荒塘瑶族乡下辖以下地区：
大坝村、黄泥口村、菜秧丘村、五龙山村、牛塘岭村、上庄源村、茶坪源村、石家洞村、杨桂坪村、西边村、阻山口村、象村洞村、新屋村、上洞铺村和陈家湾村。